# Carl Fellman Schaefer
Carl Fellman Schaefer (ur. 30 kwietnia 1903 w Hanoverze, Ontario, zm. 21 maja 1995 w Toronto) – kanadyjski artysta regionalny i nauczyciel. Malował wiejskie sceny południowego Ontario. Jego najlepsze prace inspirowane były życiem farmerów z Grey County i ich stosunkiem do ziemi.

## Życiorys
W 1921 rozpoczął studia w Ontario College of Art pod kierunkiem dwóch artystów Grupy Siedmiu: J.E.H. MacDonalda i Arthura Lismera. Po ukończeniu studiów podjął działalność zawodową jako samodzielny artysta. Schaefer cenił rodzinny krajobraz, co skłoniło go do zajęcia się malarstwem pejzażowym. Pierwsza wystawa jego prac miała miejsce w 1924. Po niej przyszła kolejna, w 1925 w Ontario Society of Artists. W 1928 wystawiał ze swymi dawnymi nauczycielami oraz z pozostałymi członkami Grupy Siedmiu.
W 1930 rozpoczął wykłady w Central Technical School w Toronto.
W 1943 Carl Schaefer został wcielony do Królewskich Kanadyjskich Sił Powietrznych. Przez większość 1943 roku przebywał w Anglii, w 1944 był w Irlandii Północnej a w 1945 na Islandii, po czym powrócił do Kanady. W 1944 został awansowany do stopnia porucznika lotnictwa. W czerwcu 1946 został zwolniony do cywila.
W latach 1948–1970 wykładał w Ontario College of Art.
Po wojnie zorganizowano trzy główne, objazdowe wystawy prac Schaefera: w roku 1967 (McCord Museum, Montreal), w 1976 (The Robert McLaughlin Gallery, Oshawa) i w 1980 (Edmonton Art Gallery). W latach 1983–1985 prace artysty były prezentowane w galeriach europejskich jako "Canadian Landscape". Carl Schaefer za życia otrzymał liczne nagrody i wyróżnienia.

## Twórczość
We wcześniejszych pracach Schaefera widoczne jest duże zainteresowanie twórczością XVI-wiecznych malarzy europejskich, jak Pieter Bruegel. Prace artysty z lat 1932–1942 cechuje przechodzenie od stylu dekoracyjno-geometrycznego do realizmu, sporadycznie zbliżającym się do pejzażu i martwej natury.
W 1937 roku Schaefer zwrócił się ku akwareli, technice malarskiej, która pozwalała malować szybko, bezpośrednio i tanio. W latach 1943–1946 Schaefer pracował oficjalnie jako artysta wojenny Królewskich Kanadyjskich Sił Powietrznych. Z tego czasu zachowało się 221 obrazów, szkicowników i pamiętników wojennych artysty, stanowiących obecnie część kolekcji Kanadyjskiego Muzeum Wojny
W latach 50. Carl Schaefer ponownie podjął tematykę wiejską malując liryczne pejzaże okolic Hanoweru i sąsiednich hrabstw Wellington i Waterloo.